# BBI Capital NFI
BBI Capital Narodowy Fundusz Inwestycyjny S.A. (dawniej: Siódmy Narodowy Fundusz Inwestycyjny im. Kazimierza Wielkiego S.A.) – spółka akcyjna z siedzibą w Warszawie, notowana na Giełdzie Papierów Wartościowych, założona przez skarb państwa jako jeden z Narodowych Funduszy Inwestycyjnych.
BBI Capital NFI, wraz ze spółkami BBI Development NFI S.A. i BBI Zeneris NFI S.A., należy do prywatnej grupy inwestycyjnej działającej jako BB Investment Sp. z o.o., posiadającej 50,4% akcji funduszu.